# Білозерська сільська рада (Білозерський район)
Білозе́рська сільська рада (рос. Белозёрский сельский совет) — сільське поселення у складі Білозерського району Курганської області Росії.
Адміністративний центр — село Білозерське.
Населення сільського поселення становить 4935 осіб (2017; 5310 у 2010, 5896 у 2002).

## Склад
До складу сільського поселення входять:
| Населений пункт      | Населення, осіб (2002) | Населення, осіб (2010) |
| -------------------- | ---------------------- | ---------------------- |
| Білозерське, село    | 4441                   | 4141                   |
| Доможирова, присілок | 217                    | 122                    |
| Корюкіна, присілок   | 870                    | 772                    |
| Куликово, присілок   | 368                    | 275                    |